# Madame Web (film)
A Madame Web 2024-ben bemutatott amerikai szuperhősfilm S. J. Clarkson rendezésében. Gyártója a Columbia Pictures, Marvel Entertainment és Di Bonaventura Pictures, forgalmazója a Sony Pictures Releasing. Ez a film a Sony Pókember-univerzumának (SSU) negyedik filmje. A forgatókönyvet Matt Sazama, Burk Sharpless, Claire Parker, S. J. Clarkson és Kerem Sanga írták. A főszerepben Dakota Johnson, mint a címszereplő Madame Web, Sydney Sweeney, Celeste O’Connor, Isabela Merced és Tahar Rahim látható.
Az Egyesült Államokban 2024. február 14-én, Magyarországon 2024. február 15-én mutatták be.

## Ismertető
1973-ban a perui dzsungelben egy kutatócsoport Ezekiel Sims és terhes élettársa, Constance Webb vezetésével egy eddig ismeretlen, ritka gyógyító tulajdonságokkal rendelkező pókfajt fedez fel. Ezekiel elárulja a csapatot, és magának követeli a pókot, majd holtan hagyja Constance-t. Egy bennszülött törzs megpróbálja megmenteni Constance-t, de ő nem sokkal Cassandra születése után meghal.
2003-ban Cassandra, „Cassie” néven, mentősként dolgozik New Yorkban, munkatársaival, Benjamin „Ben” Parkerrel és O’Neil-lel együtt. Egy veszélyes bevetés során Cassie vízbe esik, és halálközeli élményben részesül. Ben újraéleszti, de Cassie-t látomások kezdik gyötörni. Kezdetben déjà vu-ként kezeli őket, de miután nem sikerült megakadályoznia O’Neil halálát, Cassie rájön, hogy a jövőbe lát.
Ezekiel, aki korlátozott prekogníciós képességgel és fokozott fizikai képességekkel rendelkezik, információkat gyűjt három fiatal nőről: Julia Cornwallról, Anya Corazonról és Mattie Franklinről. Látomásai arra engedik következtetni, hogy a végzetük az ő megölése. Cassie is vonzódik ugyanezekhez a nőkhöz, és közbelép, hogy megakadályozza, hogy Ezekiel rajtaütésszerűen megtámadja őket a Grand Central állomáson. Ellop egy taxit, és kiviszi Juliát, Anya-t és Mattie-t a városból, hogy egy közeli erdőben rejtse el őket. Cassie visszatér a lakásába, és megtalálja Constance feljegyzéseit, amelyekből kiderül Ezekiel kiléte és erejének valódi természete. Cassie utasításait figyelmen kívül hagyva a lányok egy étkezdébe mennek, ahol Ezekiel rájuk talál. Miután rövid időre cselekvésképtelenné teszik Ezekielt azzal, hogy kocsival belerohannak, Cassie visszaviszi a lányokat Queensbe, és Ben házában keresnek menedéket.
Cassie Peruba repül, és felkutatja a törzsfőnököt, aki megmentette az anyját. A törzsfőnök rituálén veti alá Cassie-t, amely elválasztja a lelkét a testétől. A lány megtapasztalja a magasabb tudatosság egy olyan síkját, ahol minden élőlény összekapcsolódik, és ahol minden lehetséges jövő látható. Megtudja, hogy Constance azért kereste a pókot, hogy megmentse őt egy halálos örökletes betegségtől.
Ben terhes sógornőjénél, Mary-nél megindul a szülés, és a fiú a lányokkal együtt kórházba viszi. Ezekiel ismét elfogja őket, de Cassie megmenti a lányokat egy mentőautóban, és eltereli Ezekiel figyelmét, így Ben és Mary el tudnak menekülni. A csoport egy lebontásra ítélt tűzijátékgyárba csalja Ezekielt, és csapdákat állítanak neki, hogy megzavarják, miközben Cassie hív egy orvosi evakuáló helikoptert, hogy odarepüljön hozzájuk. Ezekiel megsemmisíti a helikoptert és szétválasztja a lányokat, majd Constance halálával gúnyolja Cassie-t.
Az élet hálóját megcsapolva Cassie biztonságba helyezi a lányokat. Elindítja az utolsó csapdát, és megöli Ezekielt. Egy meggyújtott tűzijáték arcon találja Cassie-t, és megvakítja. Cassie-t éppen akkor viszik kórházba, amikor Mary világra hozza fiát, Petert.
Cassie arra ébred, hogy sérülései miatt megvakult és lebénult. Az élet hálójával való kapcsolata lehetővé teszi számára, hogy teljes mértékben a jövőbe lásson. Cassie biztosítja a lányokat, hogy ő lesz a mentoruk a jövőbeli szerepükben, amikor eljön az ideje.

## Szereplők
| Szerep                               | Színész           | Magyar hang          | Leírás |
| ------------------------------------ | ----------------- | -------------------- | --- |
| Cassandra „Cassie” Webb / Madame Web | Dakota Johnson    | Földes Eszter        | Manhattani mentős és egy látnok, akinek látnoki képességei lehetővé teszik számára, hogy a „pókok világába” lásson.                            |
| Julia Cornwall                       | Sydney Sweeney    | Dér Marus            | Esetlen kamaszlány, aki édesanyja távozása után az apjával és mostohacsaládjával él.                                                           |
| Mattie Franklin                      | Celeste O’Connor  | Kanyó Kata           | Kamaszlány, aki jómódú családból származik, de a szülei nincsenek jelen.                                                                       |
| Anya Corazon                         | Isabela Merced    | Stern Hanna          | Tizenéves lány, aki apja kitoloncolása után kénytelen egyedül élni.                                                                            |
| Ezekiel Sims                         | Tahar Rahim       | Bányai Kelemen Barna | Egy felfedező, aki Cassie édesanyját kísérve, pókokkal kapcsolatos kutatásai során egy titkos törzs után kutat az Amazonas perui esőerdejében. |
| O’Neil                               | Mike Epps         | Olt Tamás            | Cassie és Ben munkatársa és barátja. |
| Mary Parker                          | Emma Roberts      | Mikecz Estilla       | Ben sógornője és Richard Parker felesége, aki gyakran van távol munka miatt. Mary terhes és gyermeket vár.                                     |
| Ben Parker                           | Adam Scott        | Hevér Gábor          | Meentőorvos Cassie-vel együtt. |
| Amaria                               | Zosia Mamet       | Gáspár Kata          | Sims technológiai asszisztense. |
| Constance Webb                       | Kerry Bishé       | Mentes Júlia         | Cassie anyja és egy tudós, aki egy ritka pók kutatása közben hal meg a perui dzsungelben 1973-ban.                                             |
| Santiago                             | José María Yazpik | Pataki Ferenc        | A Las Arañas, a perui dzsungel titkos törzsének tagja, aki pókképességekkel rendelkezik.                                                       |
| Julia apja                           | Josh Drennen      | Seder Gábor          | Julia apja. |

### Magyar változat
- Magyar szöveg: Tóth Tamás
- Hangmérnök: Jacsó Bence
- Vágó: Kajdácsi Brigitta
- Gyártásvezető: Kincses Tamás
- Szinkronrendező: Tabák Kata
- Produkciós vezető: Hagen Péter

A szinkront a Mafilm Audio Kft. készítette el.

## A film készítése
A Sony Pictures a Sony Pókember-univerzuma (SSU) részét képező, Marvel Comics-alapú Morbius című filmen végzett munkájuk után 2019 szeptemberében felvette Matt Sazamát és Burk Sharpless-t, hogy írjanak egy forgatókönyvet, amelynek középpontjában a Marvel karaktere, Madame Web áll. 2020 májusában a Sony ügyvezető alelnöke, Palak Patel felügyelte a projektet. Kerem Sanga korábban már írt egy vázlatot a filmhez. 2020 májusában S. J. Clarksont szerződtették a Sony első nőközpontú Marvel-filmjének fejlesztésére és rendezésére.

### Forgatás
A forgatás 2022. július 11-én kezdődött Bostonban. A forgatás 2023. január közepén fejeződött be.

## Fogadtatás
A film egyértelműen leszerepelt a kritikusoknál és a mozipénztáraknál is, az előzetes külföldi kritikák sem voltak hízelgőek. A legtöbb vélemény azt emelte ki, hogy a történet leírva akár izgalmasnak is hangozhat, a filmes megvalósítása viszont hemzseg a logikátlan, illetve közhelyes történésektől; a gyenge, egydimenziós karakterábrázolásoktól, és az életszerűtlen dialógusoktól, emellett a látványvilágot is csalódást keltőnek írták le. Egyedül Dakota Johnson játékát említették meg pozitívan, ami még úgy ahogy rendben volt. A film rossz dramaturgiájáért a film öt, feltehetően nem túl gyakorlott forgatókönyvíróját – akik egyike a rendező is – tették felelőssé. Ezt erősíti Johnson nyilatkozata is, aki szerint mikor leszerződött a szerepre még egész másmilyen volt a cselekmény. A film gyengeségei közé sorolták, hogy Madame Web és a „póklányok” nem túl közismert képregénykarakterek, valamint kiemelték, hogy a Sony a korábbi Pókember képregényekhez kapcsolódó karaktereket jogi okokból csak Pókember karaktere nélkül tudja leforgatni, ahogy ez más filmekkel (Venom, Venom 2. – Vérontó, Morbius) is történt – a Pókemberre célzó filmbéli utalásokat is erőltetettnek érezték. Egyesek kifogásolták a zavaró operatőri munkát is. Bár a filmmel és annak karaktereivel hosszútávú célokat terveztek, a bukás miatt ezek aligha fognak megvalósulni. Később Johnson és a film egy másik női főszereplője, Sydney Sweeney is tréfálkozott a film bukásán; Johnson szerint bizottságokkal és algoritmusokkal nem lehet jó filmeket csinálni, mint ahogy szerinte ez és több más hasonlóan kudarcot valló film is készült. Később is hasonló okokat emlegetett, mondván szerinte kreativitás nélküli bizottságok és emberek miatt lesznek bukások az ilyen filmek.